# Papi
Papi – piosenka dance-popowa stworzona na siódmy album studyjny amerykańskiej piosenkarki Jennifer Lopez pt. Love? (2011). Wyprodukowany przez RedOne’a, utwór został wydany jako czwarty singiel promujący krążek 25 września 2011.

## Lista utworów
digital download
1. „Papi” – 3:40